# Copa de la República Democrática del Congo
La Copa de la República Democrática del Congo (oficialmente y en francés Coupe du Congo) es el segundo torneo de fútbol a nivel de clubes de la República Democrática del Congo, se disputó por primera vez en 1961 y es organizada por la Federación Congoleña de Fútbol Asociación, FECOFA.

## Formato
Participan todos los equipos del país en un sistema de eliminación directa.
El equipo campeón clasifica a la Copa Confederación de la CAF.

## Finales de Copa
| Temporada | Campeón                                | Resultado                              | Finalista                              |
| --------- | -------------------------------------- | -------------------------------------- | -------------------------------------- |
| 1961      | FC Saint Eloi Lupopo                   | 5–1                                    | AS Vita Club                           |
| 1962      | Competición anulada                    | Competición anulada                    | Competición anulada                    |
| 1963      | Competición anulada                    | Competición anulada                    | Competición anulada                    |
| 1964      | DC Motema Pembe                        |                                        |                                        |
| 1965      | AS Dragons                             |                                        |                                        |
| 1966      | TP Mazembe                             |                                        |                                        |
| 1967      | TP Mazembe                             |                                        |                                        |
| 1968      | FC Saint Eloi Lupopo                   |                                        |                                        |
| 1969      | Competición anulada                    | Competición anulada                    | Competición anulada                    |
| 1970      | Competición anulada                    | Competición anulada                    | Competición anulada                    |
| 1971      | AS Vita Club                           |                                        |                                        |
| 1972      | AS Vita Club                           |                                        |                                        |
| 1973      | AS Vita Club                           |                                        |                                        |
| 1974      | DC Motema Pembe                        |                                        |                                        |
| 1975      | AS Vita Club                           |                                        |                                        |
| 1976      | TP Mazembe                             |                                        |                                        |
| 1977      | AS Vita Club                           |                                        |                                        |
| 1978      | DC Motema Pembe                        |                                        |                                        |
| 1979      | TP Mazembe                             |                                        |                                        |
| 1980      | Lubumbashi Sport                       |                                        |                                        |
| 1981      | AS Vita Club                           |                                        |                                        |
| 1982      | AS Vita Club                           |                                        |                                        |
| 1983      | AS Vita Club                           |                                        |                                        |
| 1984      | DC Motema Pembe                        | 1–2 / 1–0                              | AS Vita Club                           |
| 1985      | DC Motema Pembe                        |                                        |                                        |
| 1986      | AS Kalamu                              |                                        |                                        |
| 1987      | AS Kalamu                              |                                        |                                        |
| 1988      | AS Kalamu                              |                                        |                                        |
| 1989      | AS Kalamu                              |                                        |                                        |
| 1990      | DC Motema Pembe                        |                                        |                                        |
| 1991      | DC Motema Pembe                        |                                        |                                        |
| 1992      | US Bilombe                             |                                        |                                        |
| 1993      | DC Motema Pembe                        |                                        |                                        |
| 1994      | DC Motema Pembe                        | 2–0                                    | AS Bantous                             |
| 1995      | AC Sodigraf                            | 4–0                                    | OC Mbongo Sports                       |
| 1996      | AS Dragons                             | 3–0 / 0–2                              | AS Bantous                             |
| 1997      | AS Dragons                             | 0–0 (5-4 pen.)                         | AS Vita Club                           |
| 1998      | AS Dragons                             | 1–0                                    | AS Sucrière                            |
| 1999      | AS Dragons                             | 3–2                                    | AS Paulino                             |
| 2000      | TP Mazembe                             | 2–0                                    | AS Saint-Luc                           |
| 2001      | AS Vita Club                           | 3–0                                    | AS Veti Club                           |
| 2002      | US Kenya                               | 2–1                                    | SM Sanga Balende                       |
| 2003      | DC Motema Pembe                        | 2–0                                    | TP Mazembe                             |
| 2004      | SC Cilu                                | 1–0                                    | AS Saint-Luc                           |
| 2005      | AS Kabasha                             | 1–1 (4-2 pen.)                         | SC Cilu                                |
| 2006      | DC Motema Pembe                        | 4–1                                    | AS Dragons                             |
| 2007      | Maniema Union                          | 2–1                                    | FC Saint Eloi Lupopo                   |
| 2008      | OC Bukavu Dawa                         | 2–0                                    | DC Virunga                             |
| 2009      | DC Motema Pembe                        | 0–0 (5-4 pen.)                         | AS Dragons                             |
| 2010      | DC Motema Pembe                        | 3–0                                    | AS Ndoki a Ndombe                      |
| 2011      | US Tshinkunku                          | 1–1 (4-3 pen.)                         | AS Veti Club                           |
| 2012      | CS Don Bosco                           | 4–0                                    | AS Veti Club                           |
| 2013      | FC MK Etanchéité                       | 1–0                                    | AS Vutuka                              |
| 2014      | FC MK Etanchéité                       | 1–0                                    | FC Saint Eloi Lupopo                   |
| 2015      | FC Saint Eloi Lupopo                   | 1–0                                    | Katumbi FA                             |
| 2016      | FC Renaissance du Congo                | 2–0                                    | CS Don Bosco                           |
| 2017      | Maniema Union                          | 1–1 (4-1 pen.)                         | FC Saint Eloi Lupopo                   |
| 2018      | AS Nyuki                               | 2–1                                    | JS Kinshasa                            |
| 2019      | Maniema Union                          | 1–1 (5-3 pen.)                         | FC Renaissance du Congo                |
| 2020      | Suspendida por la pandemia de COVID-19 | Suspendida por la pandemia de COVID-19 | Suspendida por la pandemia de COVID-19 |
| 2021      | DC Motema Pembe                        | 1–0                                    | SM Sanga Balende                       |
| 2022      | DC Motema Pembe                        | 1–0                                    | AC Rangers                             |
| 2023      | No disputada.                          | No disputada.                          | No disputada.                          |
| 2024      | AS Vita Club                           | 1–0                                    | FC Céleste                             |

## Títulos por club
| Club                    | Ciudad     | Campeón | Años campeón                                                                             |
| ----------------------- | ---------- | ------- | ---------------------------------------------------------------------------------------- |
| DC Motema Pembe         | Kinshasa   | 15      | 1964, 1974, 1978, 1984, 1985, 1990, 1991, 1993, 1994, 2003, 2006, 2009, 2010, 2021, 2022 |
| AS Vita Club            | Kinshasa   | 10      | 1971, 1972, 1973, 1975, 1977, 1981, 1982, 1983, 2001, 2024                               |
| Mazembe                 | Lubumbashi | 5       | 1966, 1967, 1976, 1979, 2000                                                             |
| AS Dragons              | Kinshasa   | 5       | 1965, 1996, 1997, 1998, 1999                                                             |
| AS Kalamu               | Kinshasa   | 4       | 1986, 1987, 1988, 1989                                                                   |
| FC Saint Eloi Lupopo    | Lubumbashi | 3       | 1961, 1968, 2015                                                                         |
| Maniema Union           | Kindu      | 3       | 2007, 2017, 2019                                                                         |
| FC MK Etanchéité        | Kinshasa   | 2       | 2013, 2014                                                                               |
| Lubumbashi Sport        | Lubumbashi | 1       | 1980                                                                                     |
| US Bilombe              | Bilombe    | 1       | 1992                                                                                     |
| AC Sodigraf             | Kinshasa   | 1       | 1995                                                                                     |
| US Kenya                | Lubumbashi | 1       | 2002                                                                                     |
| SC Cilu                 | Lukala     | 1       | 2004                                                                                     |
| AS Kabasha              | Goma       | 1       | 2005                                                                                     |
| OC Bukavu Dawa          | Bukavu     | 1       | 2008                                                                                     |
| US Tshinkunku           | Kananga    | 1       | 2011                                                                                     |
| CS Don Bosco            | Lubumbashi | 1       | 2012                                                                                     |
| FC Renaissance du Congo | Kinshasa   | 1       | 2016                                                                                     |
| AS Nyuki                | Butembo    | 1       | 2018                                                                                     |